# تحول دیجیتال
تحول دیجیتال (به انگلیسی: Digital transformation) را به‌طور کلی می‌توان نوعی بازنگری اساسی در نحوه عملکرد یک سازمان با رویکرد دیجیتال تعریف کرد. هدف از تحول دیجیتال، ایجاد مزیت رقابتی برای بهبود تجربه مشتری و کاهش هزینه‌ها با استقرار مداوم فناوری‌های نو و گسترش استفاده از فناوری‌های دیجیتال است. تحول دیجیتال در نتیجه تلاش‌های طولانی‌مدت برای بازبینی چگونگی بهبود و تغییر مداوم یک سازمان ایجاد می‌شود و به نوعی می‌توان آن را سفری بی‌پایان در نظر گرفت؛ زیرا ضمن یکپارچه شدن روزافزون فناوری‌ها با فرایندهای تجاری در جریان تحول دیجیتال، خود فناوری‌ها نیز مدام تکامل می‌یابند. برای مثال، با توجه به اهمیت روزافزون هوش مصنوعی در ایجاد بینش تجاری و فعال کردن منطق تصمیم‌گیری، هر تحول دیجیتالی نیز خود معلول تحولی در هوش مصنوعی خواهد بود.

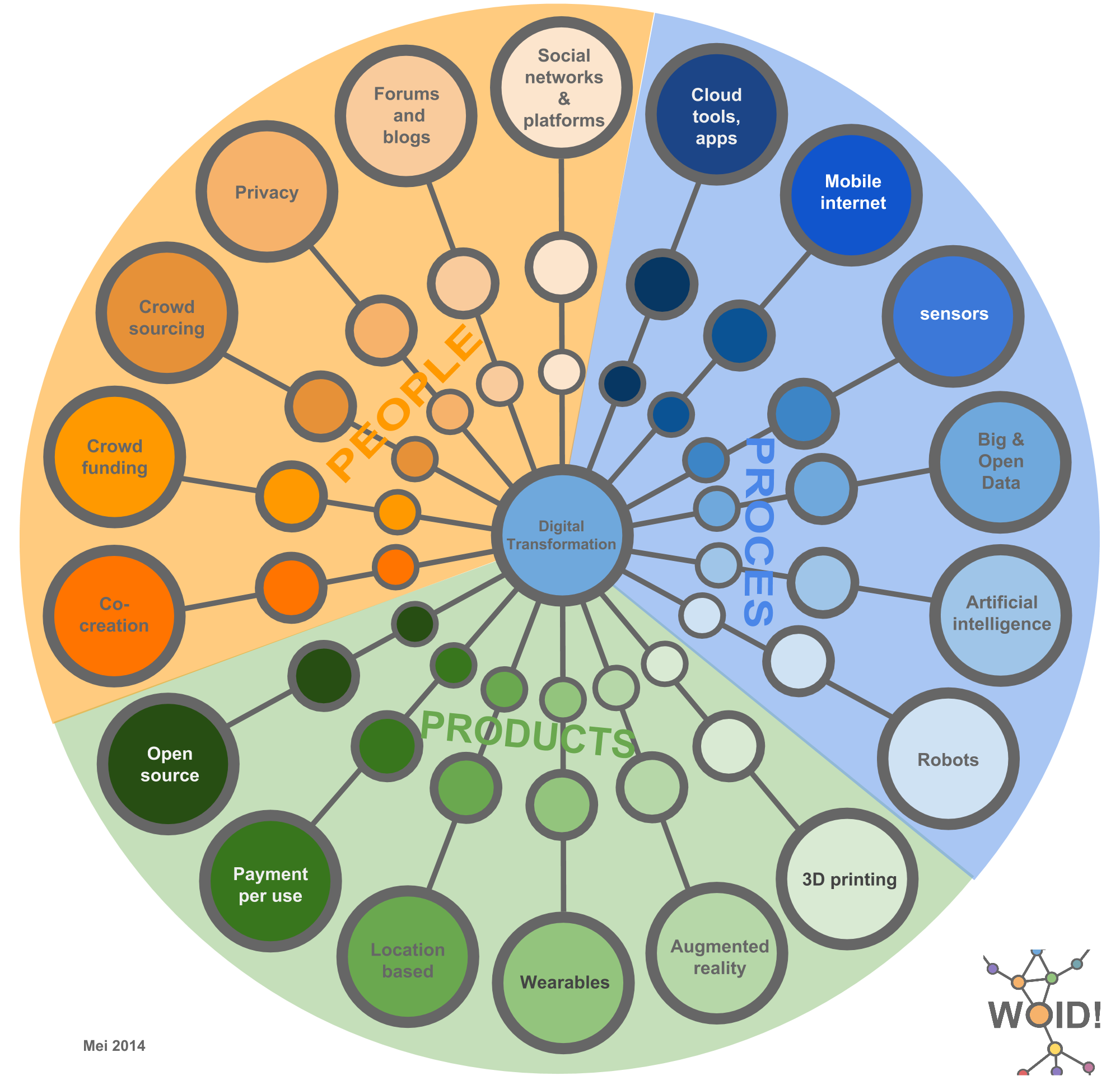
Digital Transformation (14086360280)

## اهمیت تحول دیجیتال
به‌طور کلی می‌توان گفت فرایندهای مربوط به دیجیتالی شدن از اواخر قرن بیستم آغاز شد، در دو دهه اول قرن بیست و یکم شتاب سریعی گرفت و موجب نیاز روزافزون صنایع به چنین تحولی شد. امروزه بسیاری از سازمان‌ها و صنایع بر این باورند که یا باید خود را با شرایط در حال تغییر در بازار که ناشی از دیجیتالی‌شدن فرایندهاست وفق دهند یا انقراض سرنوشت محتومشان خواهد بود.
نگاهی به شاخص تحول دیجیتال ۲۰۲۰ نشان می‌دهد یک سوم رهبران سازمان‌ها نگرانند که سازمان‌هایشان بتوانند در سال‌های آینده دوام بیاورند. ۶۰ درصد از رهبران سازمان‌ها فکر می‌کنند کماکان در بازار خواهند ماند، اما بسیاری از مشاغل اضافی را رها خواهند کرد و سال‌ها طول خواهد کشید تا دوباره به سوددهی برسند.
نیاز به تحول را در مورد نمونه مشهور Blockbuster LLC می‌توان درک کرد؛ مجموعه‌ای که در اوایل دهه ۲۰۰۰ یک نهاد جهانی با فروشگاه‌های کرایه ویدئو در سراسر ایالات متحده و دیگر کشورهای جهان بود، اما با ظهور نتفلیکس و دیگر رقبای مشابه از حدود سال ۲۰۰۵ پیشرفتش به قهقرا رفت. علت این بود که نتفلیکس و سایرین از فناوری‌های نوپدید بر بستر وب استفاده کردند و اشتهای مشتریان برای کرایه ویدئو در کوتاه زمانی به خاموشی گرایید. قدرت فناوری‌های دیجیتال و تحول حاصل از آنها از منظر ایجاد اختلال در کسب‌وکارها را می‌توان در تحول آمازون از کتابفروشی آنلاین به تجارت الکترونیکی مشاهده کرد که حتی موجب بازتعریف صنعت خرده‌فروشی شد.
انتظار می‌رود چنین دگرگونی‌هایی با ادامه روند تحول دیجیتال در صنایع را به کرات ببینیم، زیرا فناوری‌های نوپدید موجب پدیدار شدن مدل‌های تجاری نوین، تجارب مشتری جذاب‌تر، محصولات و خدمات جدید شده و ظهور سایر نوآوری‌ها را ممکن می‌کنند.

## فناوری‌های مورد نیاز در تحول دیجیتال

### فناوری ابری
رایانش ابری اصطلاح گسترده‌ای است که به ارائه خدمات محاسباتی به شیوه‌ای انعطاف‌پذیر و مقیاس پذیر با استفاده از ارائه‌دهندگان ثالث اشاره دارد. خدمات رایانش ابری به سه دسته اصلی تقسیم می‌شوند:
- زیرساخت به‌عنوان سرویس (IaaS): دسترسی به زیرساخت‌هایی مانند سرورها، ذخیره‌سازی و شبکه را در صورت تقاضا فراهم می‌کند.
- پلتفرم به عنوان سرویس (PaaS): یک محیط میزبانی شده‌است که به سازمان‌ها اجازه می‌دهد خدمات جدید بسازند و به فناوری‌های پیشرفته دسترسی پیدا کنند.
- نرم‌افزار به عنوان سرویس (SaaS): برنامه‌های تجاری که توسط ارائه دهندگان شخص ثالث اداره می‌شوند و به عنوان یک سرویس از طریق اینترنت ارائه می‌شوند.

رایانش ابری فناوری مهمی در تحول دیجیتال است که انعطاف‌پذیری، مقیاس پذیری و چابکی را فراهم می‌کند. بیشتر ابتکارات در بستر تحول دیجیتال از ابر استفاده می‌کنند، زیرا اغلب زیرساخت‌های سنتی به اندازه کافی پیشرفته، مقیاس پذیر، چابک و مقرون به صرفه برای اجرای زیرساخت دیجیتال مورد نیاز نیستند.

### هوش مصنوعی و یادگیری ماشین
هوش مصنوعی با افزایش تصاعدی داده‌ها و دسترسی به داده‌ها و همچنین با تکیه بر قدرت محاسباتی، در حال ارائه تحلیل‌ها و بینش‌هایی است که پیش‌تر در دسترس نبودند. در نتیجه، راه‌های جدیدی برای رویکرد و حل مشکلات در حال پدیدار شدن است. برای مثال، طراحی مولد از هوش مصنوعی برای بهینه‌سازی سریع طرح‌ها از مجموعه‌ای از الزامات طراحی سیستم استفاده کرده و راهکارهایی ارائه می‌کند که ساعت‌ها طول می‌کشد. هوش مصنوعی (AI) بازار رو به رشدی است که بر اساس نتایج تحقیقات انتظار می‌رود که تنها در بخش تولید، طی پنج سال آینده ۱۷ برابر شود و به حدود ۱۷ میلیارد دلار سرمایه‌گذاری جهانی سالانه برسد.

### اینترنت اشیا
اینترنت اشیا با این فرض کار می‌کند که هر شیءی که می‌تواند به اینترنت متصل شود، بشود تا از مزایای این اتصال استفاده کنیم. به این ترتیب با سامانه‌ای از دستگاه‌های محاسباتی مرتبط، شامل ماشین‌ها، اشیا یا وسایل نقلیه روبه‌رو می‌شویم که قادر به انتقال داده‌ها از طریق شبکه بدون نیاز به تعامل انسان با انسان یا انسان با رایانه خواهد بود. بسیاری از غیرممکن‌های امروزی در جریان تحول دیجیتال به لطف گسترش اینترنت اشیا ممکن می‌شود.

### واقعیت افزوده
واقعیت افزوده یا AR نوعی فناوری است که بر مبنای آن، یک تصویر تولید شده با رایانه را بر روی دید کاربر در دنیای واقعی قرار می‌دهد تا نمایی ترکیبی ارائه شود. وقتی چنین کاری به درستی انجام شود، تجربه کاربری یکپارچه‌ای ایجاد می‌شود و قلمرو جدیدی برای کاوش در اختیار کسب‌وکارهای سراسری باز می‌کند. این فناوری پیش‌تر با موفقیت در صنایع هواپیمایی، تولیدی و سرگرمی اجرا شده‌است و اکنون نقش تعیین‌کننده‌ای در تحول دیجیتال بسیاری از صنایع بازی می‌کند.

### همزاد دیجیتالی
همزادهای دیجیتالی نقشی کلیدی در تحول دیجیتال دارند. این‌ها مدل‌های دیجیتالی هستند که به‌طور مجازی همتایان فیزیکی خود را نشان می‌دهند. آنها می‌توانند محصولات، فرایندها یا وظایف را نشان دهند و برای درک - و حتی پیش‌بینی - همتای فیزیکی مورد استفاده قرار گیرند. مدیران سازمان‌ها با همزادهای دیجیتالی، تجسم روشنی از محصولات یا عملیات خود خواهند داشت.
موارد استفاده همزادهای دیجیتالی در زنجیره ارزش رو به افزایش است و در مهندسی، عملیات، تعمیر و نگهداری و خدمات، کاربردهای فراوانی دارد.

### کلان‌داده
افزایش تعداد دستگاه‌های متصل در سال‌های اخیر منجر به انباشت عظیم داده‌ها در قالب کلان‌داده‌ها شده‌است که هرگز پیش‌تر وجود نداشتند. با این سرعت، ما روزانه ۲٫۵ کوئینتیلیون بایت داده به شکل داده‌های ساختاریافته، بدون ساختار و خام تولید می‌کنیم. انتظار می‌رود این رشد تصاعدی داده‌ها در سال‌های آینده بیشتر افزایش یابد. اما تحلیل همین داده‌ها اساساً نه‌تنها عالی که تغییر دهنده بازی بوده و می‌تواند بینش عالی به مدیران کسب‌وکارها بدهد. اما چالش اصلی در پردازش همین داده‌ها نهفته‌است. با پیاده‌سازی تجزیه و تحلیل کلان‌داده‌ها، می‌توان حجم عظیمی از داده‌ها را برای استخراج اطلاعات مناسب برای یک کسب‌وکار خاص پردازش کرد تا به آنها کمک کند استراتژی‌های خود را مدل‌سازی کنند و تصمیم‌گیری‌های مرتبط را بگیرند. با ارائه نتایج ملموس، کلان‌داده‌ها سبب می‌شوند سازمان‌ها بتوانند استراتژی‌های تحول دیجیتال خود را به‌طور مؤثرتری ادامه دهند.

### تجزیه و تحلیل در لحظه
تجزیه و تحلیل بی‌درنگ کلان‌داده‌هایی که با فناوری‌هایی مانند هوش مصنوعی و یادگیری ماشین ایجاد شده‌اند، می‌تواند درآمد و سودآوری را افزایش دهد و تجربیات شخصی‌سازی شده مشتری را بهبود بخشد. برای اینکه بتوانید به رویدادها در هر لحظه دسترسی داشته باشید و آنها را تجزیه و تحلیل کنید، باید خدمات کسب و کار شما همیشه آماده به کار و متصل به شبکه باشد. تجزیه و تحلیل در لحظه برای تعمیر و نگهداری پیش‌بینی‌کننده و پیشگیرانه در تولید، نفت و گاز، خرده‌فروشی و هوانوردی بسیار مهم است و نقش تعیین‌کننده‌ای در تحول دیجیتال چنین صنایعی بازی می‌کند.

### راهبردهای پیاده‌سازی تحول دیجیتال
راهبردهای مؤثر برای پیاده‌سازی تحول دیجیتال شامل برنامه‌ریزی استراتژیک، فرهنگ سازمانی و تعهد رهبری است. این موارد می‌تواند شامل موارد زیر باشد:
•	برنامه‌ریزی استراتژیک: برنامه‌ریزی استراتژیک، اهداف، اولویت‌ها و نقشه راه‌های متناسب با اهداف سازمانی را تعیین می‌کند. برنامه‌ریزی همچنین باید شامل شناسایی ریسک‌های محتمل و موانع موجود در تحول دیجیتال باشد و از منابع مناسب برای اجرای موفق طرح‌ها استفاده کند.
•	تأکید بر فرهنگ نوآورانه: ایجاد فرهنگ نوآوری با تقویت ذهنیت چابکی، همکاری و یادگیری مستمر امکان‌پذیر است. این فرهنگ باید توسط مدیران ارشد سازمان تقویت شود و به کارکنان انگیزه داده شود که با جسارت، ایده‌های جدید را به کار گیرند.
•	تعهد رهبری: رهبری الهام‌بخش و متعهد به تغییر، عنصر حیاتی برای مدیریت موفق طرح‌های تحول دیجیتال است. رهبران باید با پذیرش ریسک و حمایت از نوآوری، چشم‌انداز روشنی از اهداف تحول دیجیتال را ارائه دهند.
نمونه‌هایی از پیاده‌سازی موفق تحول دیجیتال شامل شرکت‌هایی نظیر آمازون، استارباکس و جنرال الکتریک است که با استفاده از فناوری‌های دیجیتال توانسته‌اند رشد و مزیت رقابتی چشم‌گیری را تجربه کنند.

### پیاده‌سازی تحول دیجیتال در ایران
در ایران مجموعه‌های دانش بنیان نظیر فناپ زیرساخت به عنوان اپراتور صنعت هوشمند تحول دیجیتال را برای صنایع کشور ممکن می‌کنند. برپایه پژوهش اخیر فناپ زیرساخت با نمونه‌گیری هدفمند از کنشگران صنعت معدن ایران یکی از مهم‌ترین شاخص‌های بازدارنده مسیر تحول دیجیتال در صنایع معدنی، وجود برخی ابهامات و روشن نبودن کامل مزایای هوشمندسازی صنعتی برای مدیران است که در این زمینه ابهام زدایی و آگاهی‌بخشی مناسب از سوی اپراتورهای صنعت هوشمند و ارائه نمونه‌های عملی، راهگشا است. فناپ زیرساخت در این زمینه کوشید تا با انتشار کتاب مایناپ، یک سند راهنمای مدون در زمینه دستاوردهای هوشمندسازی معادن را در اختیار مدیران صنایع معدنی ایران قرار دهد.

## تحول دیجیتال در مقطع کنونی
تحول دیجیتال یک الزام جدید برای رهبران کسب‌وکارها نیست، و این در حالی است که بسیاری از شرکت‌ها که در مسیر تحول دیجیتال گام نهاده‌اند، تا پیاده‌سازی عمیق آن راه درازی را در پیش دارند. بسیاری از شرکت‌های مدعی آغاز سفر دیجیتال، هنوز از فناوری‌های دیجیتال و روش‌های کار دیجیتالی‌شده در مقیاس وسیع استفاده نکرده‌اند. یا ایجاد فرهنگی که شامل تغییر، آزمایش و یادگیری و بهبود مستمر در کارکنان خود باشد را به معنای واقعی نهادینه نکرده‌اند. واقعیت این است که بسیاری از شرکت‌ها در حال برنامه‌ریزی برای تحولات اساسی در زمینه دیجیتالی شدن هستند، اما هنوز نتوانسته‌اند فراتر از ادعاها حرکت کنند.
یک تحول دیجیتال موفق باید با فرهنگ و ارزش‌های سازمان هماهنگ شود. جذب نیروی کار و ایجاد اعتماد در سازمان، فرهنگ آن و ابتکار دیجیتال بسیار مهم است. عدم دستیابی به اجماع در مورد تحول دیجیتال می‌تواند به پذیرش آهسته یا بدبینانه فناوری‌های نوپدید منجر شود. به نوبه خود، این می‌تواند باعث تأخیر یا عدم موفقیت در پیاده‌سازی و عدم تحقق کامل مزایای تحول دیجیتال شود.
موسسه بین‌المللی مشاوره BCG در جریان مطالعه شتاب دیجیتالِ (DAI) خود با شرکت‌هایی همکاری کرد که از روش‌های نوآورانه‌ای برای عبور از موانع و حرکت به سمت سازمانی دیجیتال استفاده کرده‌ بودند. از میان این شرکت‌ها، برخی توانسته بودند توان عملیاتی خود را 10 تا 20 درصد، با کمک فناوری‌های دیجیتال ارتقا دهند، بهره‌وری فرایندهای شرکت را تا 50 درصد بهبود بخشند و درنهایت، انتشار گازهای گلخانه‌ای را 15 تا 30 درصد کاهش دهند.

### برداشت‌های متفاوت
مانند بسیاری از عبارات رایج نوپدید در دنیای فناوری، اکنون از اصطلاح تحول دیجیتال نیز معانی مختلفی برداشت می‌شود که خود به چالشی تبدیل شده‌است. این در حالی است که امروزه تحول دیجیتال برای سازمان‌ها نه تنها برای رقابت بلکه برای بقا به موضوعی حیاتی تبدیل شده‌است.

## چالش‌های تحول دیجیتال
بررسی گروه مشاوران بوستون (BCG) نشان می‌دهد فقط حدود ۳۰ درصد از شرکت‌ها با موفقیت تحول دیجیتال را پیاده‌سازی می‌کنند و ۷۰ درصد از شرکت‌ها شکست می‌خورند. هرگاه سازمانی دچار تغییرات اساسی شود، انتظار می‌رود که چالش‌ها و مشکلات مختلفی را نیز تجربه کند. این امر در مورد تحول دیجیتال نیز صدق می‌کند و اگر این انتقال به آرامی اتفاق نیفتد، سازمان‌ها می‌توانند با چالش‌هایی روبرو شوند.
رایج‌ترین چالش‌های تحول دیجیتال کنونی عبارتند از:

### نبود استراتژی مدیریت تغییر سازمانی
فقدان مدیریت تغییر سازمانی مناسب می‌تواند بر تحول دیجیتالی سازمان اثر منفی بگذارد و به همین دلیل یکی از دلایل اصلی نرخ بالای شکست است. افزون بر این، مدیریت تغییر سازمانی باید بر اجزای مختلف یک سازمان تمرکز داشته باشد و به تغییر در بخش‌های محدودی متمرکز نشود. چنین تحولاتی از بالا شروع شده و شامل تغییر در فرهنگ، طرز فکر، فرایندها، ساختارها و کل مدل کسب و کار می‌شود. داشتن استراتژی مدیریت تغییر قوی و مؤثر برای موفقیت حیاتی است زیرا احتمال دستیابی سازمان به اهداف تحول خود را بالا می‌برد.

### نداشتن تخصص
وقتی یک سازمان به دنبال پیاده‌سازی تحول دیجیتال است، تخصص نداشتنش در این زمینه می‌تواند سفر دیجیتال آن سازمان را تهدید کند. با توجه به پیچیدگی استراتژی‌های تحول دیجیتال، مجموعه مهارت و دانش مناسب برای اجرای تغییرات لازم مورد نیاز است. برخی از با ارزش‌ترین و پرتقاضا ترین مهارت‌ها در این زمینه‌ها عبارتند از:
- پردازش ابری
- هوش مصنوعی و یادگیری ماشین
- توسعه اپلیکیشن موبایل
- طراحی تجربه کاربری (UX)
- بلاکچین
- امنیت سایبری
- دواپس

یک راه برای پر کردن شکاف مهارت‌های دیجیتال، آموزش کارکنان است تا بتوانند با موفقیت خود را با تحول دیجیتال سازگار کنند.

### تکامل بی‌وقفه نیازهای مشتری
انتظارات و خواسته‌های مشتریان در نتیجه تغییرات در حال تحول و بهبود خدمات به مشتریان پیشرفت کرده‌است و این امر بسیاری از سازمان‌ها را با چالش مواجه کرده‌است. حتی وقتی سازمان‌ها سال‌ها برای تحول دیجیتال تلاش می‌کنند، نیازهای مشتریان ممکن است در طول همین مدت تغییر کند.

### مقاومت در برابر تغییر
با وجود توانایی شگفت‌انگیز انسان در سازگاری با تغییرات، آدمی ذاتاً تمایل دارد از راحتی و انجام کارهای بدون تغییر لذت ببرد؛ زیرا تغییر نکردن احساس امنیت بیشتری می‌دهد. تغییرات و به ویژه تحولات بزرگ، می‌تواند باعث ایجاد احساس ناراحتی در افراد شود و حتی برای برخی استرس‌زا باشد و رفاهشان را به خطر بیندازد. به همین علت است که وقتی سازمان‌ها در حال گذراندن تحول دیجیتال هستند، ممکن است حتی دچار پسرفت شوند. از این رو مهم است که تحول دیجیتال به آهستگی آغاز شود تا به کارکنان کمک کند به تدریج طرز فکر خود را تغییر دهند و برای تغییرات جدید آماده شوند.
نمونه واضحی از مقاومت در برابر تحول دیجیتال را می‌توان در صنایع معدنی و فلزی دید. کارکنان بخش معدن و فلزات عمدتا از کارگرهای ساده و غیرفنی تشکیل شده است که عملیات معمول را اجرایی می‌کنند. این کارکنان با راهکارهای دیجیتال خیلی آشنا نیستند؛ بیشتر آنها در مناطق دور افتاده فعالیت می‌کنند و استفاده از شبکه‌های اجتماعی و دانش روز در بین آنها رایج نیست؛ همچنین، محیط‌های ناهموار و سخت‌گذر امکان استفاده از فناوری‌هایی مانند حس‌گرهای دیجیتال را دشوار کرده‌اند. افزون‌براین، فعالیت‌هایی که قرن‌هاست بصورت یک فعالیت تکراری و سنتی انجام می‌شوند، نیروی کاری دارند که در مقابل تغییرات عمده و فناوری‌های دیجیتال به‌شدت مقاومت می‌کنند؛ باور آنها بر این است که ورود اتوماسیون به سیستم حرفه‌ای آنها، باعث بیکار شدن بخشی از نیروی انسانی می‌شود.

### نگرانی‌های امنیتی
همان‌طور که سازمان‌ها رویه‌های دورکاری، فرایندهای دیجیتال و فناوری مبتنی بر ابر را به‌کار می‌گیرند، از نظر امنیتی در معرض سطوح بالاتری از خطر واقع می‌شوند. از این رو آنها ملزم به اتخاذ تدابیر امنیتی بالاتر و بهبود امنیت سایبری خود برای دفاع در برابر تهدیدهای ناشی از هک و نفوذ امنیتی می‌شوند.

### محدودیت‌های بودجه
یکی دیگر از چالش‌های مهم تحول دیجیتال، هزینه‌های بالای آن است. از آنجا که این نوع تحول در واقع نوعی سرمایه‌گذاری عظیم است، سازمان‌ها باید اختصاص بودجه در این زمینه را با دقت برنامه‌ریزی کنند و برایش نوعی استراتژی ارائه دهند که به نیازهای مشتریان و سازمان‌ها پاسخ دهد.